# 金马旅游
广东金马旅游集团股份有限公司 （深交所除牌前：000602，简称：金马退市）是一家曾在中国深圳证券交易所上市的公司，主营业务范围为通信服务业。
2011年，该公司主营业务收入为5082173210.01元，公司净利润为476087767.49元，公司总资产为13741179771.39元。
2013年6月19日至2013年7月18日，经中国证监会（证监许可［2013］773 号）《关于核准神华国能集团有 限公司公告广东金马旅游集团股份有限公司要约收购报告书的批复》批准， 神华国能集团有限公司对金马集团实施全面要约收购。收购股份过户后，神华国能集团有限公司持有金马集团股份占总数的94.23%。社会公众持有的股份低于金马集团股份总数的10%，股权分布已不再符合上市条件，深圳证券交易所决定公司股票自2013年8月14日起终止上市。